# Ježíkovití
Ježíkovití (Diodontidae) je čeleď ryb z řádu čtverzubci.
Ježíkovití jsou známí svou schopností v ohrožení se nafouknout. Objem těla zvětšují díky tomu, že spolykaná voda se dostane do vakovité vychlípeniny střeva.
Jejich tělo pokrývají ostny, které jsou běžně u těla, ale při nafouknutí se vztyčí a trčí do všech stran.
Některé druhy ježíků jsou jedovaté, jejich vnitřní orgány obsahují velmi silný jed bakteriálního původu, tetrodotoxin.
Zuby jim srůstají v zobákovité desky, které nejsou uprostřed rozděleny na poloviny, tvoří je jen spodní a horní deska.
Řitní ploutev a hřbetní jsou posunuty dozadu až k ocasní ploutvi.
Ježíci se vyskytují v mělkých vodách tropických moří, kde se živí bentickými bezobratlými, jejichž skořápky drtí silnými zobákovitými deskami.